# Arthur Winkler von Hermaden
Arthur Winkler von Hermaden (* 17. Juli 1858 in Wien als Arthur Wilhelm Joseph Winkler; † 5. Mai 1934 auf Schloss Kapfenstein) war ein Heeresoffizier der k.u.k. Armee, zuletzt im Range eines Feldmarschalleutnants.

## Leben
Arthur Wilhelm Joseph Winkler wurde als Sohn des Joseph Winkler, k.k. Offizial der Montan- und Hofbuchhaltung und der Wilhemine Winkler, geb. Edle von Prybila, geboren.
1873 erfolgte der Eintritt als Truppeneleve in das k. und k. Heer. Nach Absolvierung der Kadettenschule in Wien 1877 wurde er Leutnant im Feldjägerbataillon Nr. 5 und nach Abschluss der Kriegsschule zum Hauptmann im Generalstabskorps befördert.
1888 wurde Winkler zur k.k. Landwehr überstellt und war in der Folge im Truppendienst als Kompanie- und Bataillonskommandant, als Lehrer des Landwehrstabsoffizierskurs tätig.
1900 wurde er „Generalstabschef“ des k.k. Landwehr-Oberkommandos. 1902 erfolgte die Beförderung zum Oberst, 1908 zum Generalmajor und in dieser Funktion war er Kommandant der 41. Landwehr-Infanterie-Brigade. 1912 wurde Winkler Feldmarschallleutnant und Kommandant der 22. Landwehr-Infanterie-Truppendivision.
1913 wurde er pensioniert, doch meldete er sich zu Beginn des Ersten Weltkriegs zur Teilnahme an den Feldzügen gegen Serbien, Italien und Russland als Rayonskommandant bzw. Kommandant der 61. Infanterie-Truppen-Division.
Im Jahr 1917 erfolgte die Verleihung des Adelsstands durch Kaiser Karl I. von Österreich mit dem Prädikat „Hermaden“ zur bleibenden Erinnerung an den während der Isonzoschlachten gehaltenen Gefechtsstandpunkt auf dem Plateau von Doberdo auf der Hermada-Höhe zwischen Monfalcone und Duino.
Arthur Winkler von Hermaden war mit Emma Hofmann von Wellenhof verheiratet. Der Ehe entsprossen zwei Söhne: Arthur Winkler-Hermaden (1890–1963), Geologe, und Viktor Winkler-Hermaden (1895–1942), Volksbildner.
Arthur Winkler von Hermaden verstarb am 5. Mai 1934 auf Schloss Kapfenstein.

## Auszeichnungen
- Militärverdienstkreuz 2. Kl. mit der Kriegsdekoration
- Ritterkreuz des Leopold-Ordens
- Orden der Eisernen Krone 3. Kl.
- silberne Militärverdienstmedaille am roten Bande
- bronzene Militärverdienstmedaille am roten Bande
- Militärdienstzeichen 2. Kl. für Offiziere
- Bronzene Jubiläums-Erinnerungsmedaille 1898 für die bewaffnete Macht
- Militär-Jubiläumskreuz für die bewaffnete Macht
- Offiziersehrenzeichen vom Roten Kreuze mit der Kriegsdekoration
- Ehrenbürger von Schönpass (Šempass, östlich von Görz) und von Sankt Polaj (Šempolaj, östlich von Duino)